# A História de Ester (2010)
A História de Ester é uma minissérie brasileira produzida e exibida pela RecordTV entre 3 de março a 1 de abril de 2010 às 23h. Baseada no livro Ester, foi escrita por Vívian de Oliveira, com a colaboração de Altenir Silva, Camilo Pellegrini e Maria Cláudia Oliveira, sob a direção geral de João Camargo e direção de Cesar Rodrigues.
Contou com Gabriela Durlo, Marcos Pitombo, Paulo Gorgulho, Vanessa Gerbelli, Ewerton de Castro, Letícia Colin, Paulo Nigro e Giuseppe Oristanio nos papéis principais.

## Produção
Segunda adaptação da história bíblica produzida pela Record. Em 1998, A História de Ester já havia ido ao ar, com roteiro de Yves Dumont e Daniela Camargo e Giuseppe Oristânio vivendo os protagonistas Ester e o Rei Assuero. A princípio a minissérie estrearia em dezembro junto com a programação de fim de ano da emissora, depois a estreia foi adiada para janeiro mas acabou estreando apenas em março.
As filmagens da minissérie começaram em novembro de 2009 e terminaram em janeiro de 2010.
A Record investiu alto na produção, e teve estimativa que cada capítulo da trama custou até 500 mil reais.
Os atores tiveram que participar de grupos de debate sobre a história, estudar o texto bíblico, workshops para aprender a se comportar de acordo com seus papéis e também como usar armas da época, cavalgar, entre outros.
O conteúdo e os personagens do livro de Ester receberam alguns acréscimos da autora Vívian de Oliveira na adaptação para a TV, ganhando, inclusive, alguns personagens. A história central de Ester (Gabriela Durlo) e Assuero (Marcos Pitombo) e as maldades do vilão Hamã (Paulo Gorgulho) contra os judeus, especialmente contra Mordecai (Ewerton de Castro), estão presentes. Mas só esses personagens não sustentariam 10 capítulos. Novos personagens foram criados para que pudessem ser inseridos na trama sem comprometer ou descaracterizar a história original, que permaneceu intacta. Dentre esses novos personagens estão um judeu amigo de Mordecai, um romance entre uma judia e um amalequita, filho de Hamã, inimigos dos judeus, e um amigo de infância de Ester que é apaixonado por ela.
O romance entre esses novos personagens foi, inclusive, inspirado no clássico Romeu e Julieta, ao criar a personagem judia Ana (Letícia Colin) e Aridai (Paulo Nigro) que é filho do vilão Hamã, o maior inimigo do povo judeu. Os dois se apaixonam e vivem um romance proibido.
Atores e diretores tiveram aulas e consultoria com um historiador que os ensinou sobre os costumes da época, a etiqueta do palácio, a influência do império persa e as guerras travadas pelo rei Assuero.
Para reconstruir a atmosfera da época, a equipe de arte usou como suporte para a criação dos cenários acervos de museus como o Louvre, em Paris, e o de Berlim.
Nos estúdios, com a ajuda da tecnologia, foram reproduzidas cenas de batalha. Marcelo Brandão, supervisor de efeitos visuais, falou dos esforços para chegar o mais próximo a realidade da época: “Gravamos com cerca de trinta figurantes para depois criarmos um exército de 1.600 soldados”. Brandão tem uma equipe de 27 pessoas, que cria, em efeitos 3D, as fachadas da cidade de Susã, onde se passa a história, e a cenografia virtual do palácio do rei.

## Elenco
| Ator                | Personagem                                    |
| ------------------- | --------------------------------------------- |
| Gabriela Durlo      | Ester, Rainha da Pérsia / Hadassa bat Avihail |
| Marcos Pitombo      | Assuero, Rei da Pérsia                        |
| Paulo Gorgulho      | Hamã de Agague                                |
| Vanessa Gerbelli    | Zeres de Agague                               |
| Ewerton de Castro   | Mordecai                                      |
| Letícia Colin       | Ana Agar                                      |
| Paulo Nigro         | Aridai de Agague                              |
| Giuseppe Oristanio  | Joel Agar                                     |
| André Di Mauro      | Hegai                                         |
| Paulo Figueiredo    | Memucã                                        |
| Maria Ceiça         | Quinlá                                        |
| Eliete Cigarini     | Rebecca Agar                                  |
| Lana Rodes          | Tafnes                                        |
| Márcio Kieling      | Ruben                                         |
| Vitor Hugo          | Teres                                         |
| Felipe Martins      | Bigtã                                         |
| Rocco Pitanga       | Harbona                                       |
| Maurício Ribeiro    | Simion                                        |
| Eline Porto         | Sálua                                         |
| Diego Montez        | Abdias                                        |
| Anna Rita Cerqueira | Deborah                                       |

### Participações especiais
| Ator            | Personagem              |
| --------------- | ----------------------- |
| Cássia Linhares | Lia bat Avihail         |
| Juan Alba       | Abiail bat Avihail      |
| Daniela Galli   | Vasti, Rainha da Pérsia |
| Roberto Pirillo | Escriba Real            |
| Roney Villela   | Caçador de virgens      |
| Bárbara Maia    | Ester (criança)         |

## Audiência
A estreia de A História de Ester que ocorreu no dia 3 de março de 2010 obteve uma ótima média de 12 pontos com picos de 14 para a RecordTV.
O último capítulo de A História de Ester marcou, grande São Paulo uma média de 12 pontos, sendo sua média geral de 11 pontos.

## Exibição

### Reprises
Foi reprisada pela primeira vez, entre 13 à 26 de abril de 2010 em 10 capítulos, às 18h.
Foi reapresentada pela segunda vez, entre 14 e 16 de dezembro de 2011 em uma compacto de 3 capítulos. Esta reapresentação foi tirada do ar devido à baixa audiência.
Foi reapresentada pela terceira vez, entre 18 á 28 de dezembro de 2012 em 9 capítulos, às 21h, substituindo Rei Davi e antecedendo Sansão e Dalila.

### Exibição Internacional
- - RecordTV Cabo Verde
- - Canal MundoFox
- - RecordTV Japan
- - TV Miramar
- - Canal MundoFox
- - RecordTV Europa